# Phyllotettix rhombeus
Phyllotettix rhombeus is een rechtvleugelig insect uit de familie van de doornsprinkhanen (Tetrigidae). De wetenschappelijke naam werd gepubliceerd in 1767 door Carl Linnaeus.